# Towada
Towada (十和田市; Towada-shi) és una ciutat del Japó situada a la prefectura d'Aomori. El 2019 tenia 61.058 habitants.